# 梅德韋季夫卡 (克吉奇夫卡區)
49°28′37″N 35°50′22″E / 49.47694°N 35.83944°E
梅德韋季夫卡（烏克蘭語：Медведівка），是烏克蘭東部的村莊，隸屬哈爾科夫州的別列斯京區。該村始建於1775年，面積2.73平方公里，海拔高度126米，2001年人口625，人口密度每平方公里228.7人。